# St. Helena (Carolina del Nord)
St. Helena è un villaggio degli Stati Uniti d'America, situato in Carolina del Nord, nella contea di Pender.